# جووانی ورونزی
جووانی ورونزی (ایتالیایی: Giovanni Veronesi؛ زادهٔ ۳۱ اوت ۱۹۶۲) کارگردان فیلم، بازیگر و فیلم‌نامه‌نویس اهل ایتالیا است.
از فیلم‌هایی که وی در آن نقش داشته‌است، می‌توان به برای عشق، فقط برای عشق، راهنمای عشق، راهنمای عشق ۲، راهنمای عشق ۳، زنان دامن‌پوش، چرخند و چهره پیکاسو اشاره کرد.